# Санкт-Флориан
Санкт-Флориан (нем. Sankt Florian) — ярмарочная коммуна (нем. Marktgemeinde) в Австрии, в федеральной земле Верхняя Австрия.
Входит в состав округа Линц. Население составляет 5652 человека (на 1 января 2007 года). Занимает площадь 44 км². Официальный код — 41013.
Санкт-Флориан находится в 15 километрах к юго-востоку от Линца и в 5 километрах к юго-западу от Энса.

## Монастырь
Городок известен главным образом благодаря своему монастырю августинцев — одной из самых известных монашеских обителей Австрии. Обитель, как и посёлок, носит имя святого Флориана, замученного за исповедание христианства в IV веке. По преданию св. Флориан похоронен на территории монастыря. Самые старые сооружения в монастыре — остатки крепостных стен — датируются IV веком. На месте романской церкви, сгоревшей в 1235 году была построена готическая, которая, в свою очередь, в 1683—1751 годах была перестроена в стиле барокко.
Знаменитый композитор Антон Брукнер, родившийся в соседнем городе Ансфельден, пел мальчиком в монастырском хоре Санкт-Флориана, а позже в 1848—1854 годах служил приходским органистом. Брукнер похоронен в монастырской церкви, его саркофаг расположен под церковным органом.

## Политическая ситуация
Бургомистр коммуны — Роберт Франц Цайтлингер (АНП).
Совет представителей коммуны (нем. Gemeinderat) состоит из 31 места.
- АНП занимает 17 мест.
- СДПА занимает 13 мест.
- АПС занимает 1 место.

## Персоналии
- Альтомонте, Бартоломео (1694—1783) — австрийский художник эпохи барокко.